# Playboy (Person)
Playboy (englisch für: junger Lebemann) ist die heute nicht mehr so häufig benutzte Bezeichnung für einen reichen Mann (oft einen reichen Erben) der High Society, der sein Geld vorrangig für Freizeitvergnügen ausgibt, sich in Nachtclubs aufhält und viele wechselnde Frauen- oder Männerbekanntschaften hat – „eigentlich ein wunderbarer Nichtstuer“ (Gunter Sachs), für dessen exzentrische Vergnügungen sich vor allem die Boulevardpresse interessiert.
Er pflegte vor allem in den späten 1950er und 1960er Jahren an den Stränden der Riviera das Dolce Vita (süßes Leben) oder Dolce far niente (süßes Nichtstun) in Reinkultur. Er kokettierte damit, nicht arbeiten zu müssen, und zeigte das auch demonstrativ.
Als Bonvivant ist er auch – neben dem Herzensbrecher der 1920er Jahre – einer der klassischen Rollentypen der Schauspielkunst (Rollenfach). Als Beau oder Adonis ist er der Schönling, als Roué der Wüstling, als Filou der Nichtsnutz der Gesellschaft. Die französische Literatur kannte den Bel-Ami (schöner Freund). Eine italienische Variante ist der Papagallo; er umgarnt – vor allem an Badestränden – ausländische Touristinnen.
In den deutschen Sprachraum gelangt der Begriff erstmals Mitte der 1960er Jahre durch Berichte in Klatschmagazinen wie Quick über Prominente wie Gunter Sachs. Der Duden gibt als Synonyme Lebemann und Salonlöwe an.

## Geschichte
Der Begriff Playboy taucht erstmals 1828 im Oxford English Dictionary auf. In der Definition dort heißt es: „ein Mensch, besonders ein wohlhabender, der darauf aus ist, sich zu erfreuen“; „ein selbstsüchtiger Genusssucher“.
Begünstigt durch den in England damals stark zunehmenden Wohlstand kamen dort zwischen 1750 und 1800 die Dandys auf. Sie waren so reich, dass sie nicht arbeiten mussten, verabscheuten alles Grelle, Laute, Parfümierte. Der Dandy war gelegentlich ein Snob. Er kultivierte seine Kleidung, sein Auftreten sowie Witz und Bonmot. Die originelle, aber jederzeit passende elegante Kleidung zum sport (Zeitvertreib), kombiniert mit den formvollendeten Manieren eines Gentleman, wurde zum Haupt-Lebenszweck erhoben.
Berühmte Dandys waren Beau Brummell, Beau Nash, Charles Baudelaire, Lord Byron, der Fürst Hermann von Pückler-Muskau, Benjamin Disraeli, später auch Vertreter des Ästhetizismus wie Ernst Jünger, Oscar Wilde, James McNeill Whistler, Max Beerbohm und Nicolaus Sombart. Einer der bekanntesten Dandys des 20. Jahrhunderts war der Prince of Wales (kurzzeitig König Eduard VIII.), späterer Herzog von Windsor.
Playboys erlebten Mitte des 20. Jahrhunderts eine Blütezeit, als man nach den Entbehrungen des Zweiten Weltkriegs wieder begann, die schönen Seiten des Lebens zu genießen. Bekannte Playboys waren Arndt von Bohlen und Halbach, „Prinz“ Alexis Mdivani, der Milliardär Prinz Alex Agafonov, Alfonso Prinz zu Hohenlohe, Gunter Sachs (der sich selbst „Homo ludens“ (einen spielenden Menschen) nannte und Frauen für das Schönste hielt, was es auf der Welt gibt) und der draufgängerische Australier Freddie McEvoy, der zusammen mit Hollywood-Star Errol Flynn den High-Society-Treffpunkt Acapulco unsicher machte. Auf die Frage des Nachrichtenmagazins Newsweek, ob er jemals arbeite, entgegnete Playboy Porfirio Rubirosa, Diplomat aus der Dominikanischen Republik:
„Arbeit? Ich habe keine Zeit für Arbeit.“ Seine Lebensphilosophie: „Die meisten Männer wünschen sich nichts sehnlicher, als Vermögen zu verdienen, ich will nur Vermögen ausgeben.“ Er starb am 5. Juli 1965 bei einem Autounfall in seinem Ferrari. Zeitungen nannten ihn den „letzten echten Playboy“.
Schlagzeilen machte Gunter Sachs, als er – nach heftigem Werben in Saint-Tropez – am 14. Juli 1966 die französische Filmschauspielerin und Sexbombe Brigitte Bardot in Las Vegas (USA) heiratete. Bardots späterer Kommentar zu der kurzen Ehe:

„Ich hatte nicht einen Mann allein geheiratet, sondern eine Sippschaft herumscharwenzelnder Playboys, die durch Komplizenschaft enger zusammengeschmiedet waren, als es eine Ehe je vermochte. In ihrem Leben fungierten die Frauen gewiss nicht als ‚Frau‘ im positivsten Sinne. Sie suchten sich schöne, junge und vorzugsweise dumme Gefährtinnen. Pech für Gunter! Da ich die letztgenannte Qualifikation nicht besaß, fiel ich ihm zunehmend lästig. Er playboyte herum, und ich stand ihm dabei im Wege!“

1969 wurde die Ehe geschieden; die beiden hielten bis zu Sachs’ Tod 2011 engen Kontakt.
Materiell ausgesorgt zu haben reichte alleine nicht aus, um als Playboy zu gelten. Dazu gehörten auch umtriebige Vergnügungen jener Art, wie sie Alfonso Prinz zu Hohenlohe beschreibt:
„Das Wochenende zum Segeln nach Long Island oder Newport; Polo bei den Vanderbilts in Connecticut, ein paar Tage mit anderen Junggesellen in Havanna auf Kuba.“ Ein „echter“ Playboy musste zwar nicht unbedingt schön sein, aber eine gewisse sexuelle Attraktivität ausstrahlen, stets auf der Suche nach einer neuen Affäre sein und verschwenderisch mit seinem zumeist geerbten Geld umgehen. Vor allem sollte er im Rampenlicht der Öffentlichkeit stehen. Rolf Eden, ehemaliger West-Berliner Disko- und Nachtclub-König und nach Selbsteinschätzung letzter deutscher Playboy, meinte:

„Ich bin einfach nur wirklich potent, wenn ich eben verschiedene junge Damen habe, und das ist für mich immer wieder interessant, die kleinen süßen Geschichten, die sie mir so erzählen, und was sie so bedrückt, was sie für kleine Sorgen haben. Und den Riesenspaß, den wir immer haben: Wir verreisen zusammen, wir gehen sehr oft aus. Ich versuche auch wirklich, die Damen zufriedenzustellen, ich meine jetzt nicht sexuell nur, sondern vor allem auch kleine Schmuckstücke. Ich glaube Frauen muss man von oben bis unten jeden Tag verwöhnen und sie wirklich sehr happy machen.“

Im Zuge der Frauenemanzipation verschwand der Playboy nach und nach vom Parkett des Boulevard und ist heute fast schon Kulturgeschichte. Gelegentlich wird der Begriff noch für einen promiskuitiven Mann benutzt.
Hugh Hefner, der 1953 das gleichnamige Erotikmagazin gründete, wird oft als Playboy bezeichnet. Ein weiterer Playboy war der Schweizer Peter Buser (1937–2021). Gunter Sachs, einst ein Inbegriff des Playboys, wurde bürgerlich, heiratete 1969 die Schwedin Mirja Larsson, mit der er über 40 Jahre skandalfrei verheiratet war, und machte sich einen Namen als seriöser Fotograf. Manchmal erzählte er in Talkshows wehmütig von seinem früheren Leben als Playboy.

## Playboys in Literatur und Film
Giacomo Casanova (1725–1798) blieb durch seine Memoiren (Histoire de ma vie) – veröffentlicht ab 1822 – der Nachwelt in Erinnerung.
Der Roman Bel-Ami von Guy de Maupassant (1885) schildert den parvenühaften Aufstieg des Unteroffiziers George Duroy, umgeben von Geliebten, Geld und dem Dekor des Fin de Siècle.
In Filmen verkörperten Schauspieler wie Alain Delon und Jean-Paul Belmondo Rollen von Playboys oder Lebemännern.
In vielen Filmen der 1950er Jahre wurde ‚Jeunesse dorée‘ (reiche, leichtlebige und genusssüchtige Jugend der Großstädte) zum Inbegriff einer Jugendkultur: Die meist moralisierenden Filme thematisierten häufig die Sinnlosigkeit des Lebens im Nichtstun. In Les tricheurs (Marcel Carné, 1958) kreist das Leben einer jugendlichen Clique um Nichtstun, freizügige Sexualität und Kriminalität aus Langeweile, bis einer von ihnen im Sportwagen stirbt. Auch Federico Fellinis Das süße Leben (1960) kritisiert dieses Leben – und weckte in manchem Zuschauer den Wunsch, so zu leben.
Auch der Film Die Reifeprüfung (1967), der viel Aufsehen erregte (zum ersten Mal wurde vorurteilsfrei die Beziehung einer verheirateten Frau zu einem jüngeren Liebhaber geschildert), beschrieb eine Playboy-Variante: junger reicher Mann und ältere gebundene Frau haben eine Affäre.
Corinne Pulver drehte 1962 für den Bayerischen Rundfunk in Saint-Tropez die Reportage Die Playboys kommen erst um Acht. Darin wurden unter anderem Gunter Sachs, Errol Flynn Jr. und Roger Vadim mit der Kamera begleitet oder interviewt.

## Gesellschaftliche Rezeption
David Hugendick schrieb 2011 in einem Essay:

„Der vergnügungssüchtige Gentleman war der Gegenentwurf zu einer Gesellschaft, der eine rigide Sexualmoral den Keuschheitsgürtel aufzwang. Der Playboy jagte im Cabriolet durch die Ferienlager der Reichen und Schönen: Man traf ihn in Rimini, in St. Tropez oder in Monaco, wo er in den besten Kreisen verkehrte, aber seltsam außerhalb stand, da er deren Moral und Wertvorstellungen nicht teilte. Er musste auch nicht blendend aussehen. Seine Attraktivität bekam er durch den Widerspruch zwischen seinem großbürgerlichen Habitus und einer großzügigen Verschwendung. Seine Kennzeichen waren Charme und Stilwille. Er war der moderne Legionär des Augenblicks.
Anders als der Hippie, der zwar ähnlich libertäre Beziehungsmuster bevorzugte, war der Playboy eine unpolitische Figur. Sein Lebenswandel ist kein Aufbegehren gegen einen herrschenden Zeitgeist, sondern begnügt sich mit der Feier des Glamourösen und Ausschweifenden, das sich andere versagten. Das schöne Leben in vollen Zügen mit allem, was damals so dazu gehörte. Die gut geschnittenen Anzüge, die Halstücher, die Zigaretten, Drinks und die Frauen. Wenn es etwas Trauriges in all dieser Lebensfreude gibt, dann, dass der Playboy eines niemals werden will: alt. Wenn dem Charme und der Verführungskunst plötzlich lichtes Haar und Falten entgegenstehen, wird es Zeit für ihn, den Absprung zu schaffen. Ewige Party und Jugend gibt es nur bei Oscar Wilde.
Heute, da das Glamouröse sofort mit Oberflächlichkeit assoziiert wird, erscheint der Playboy als überkommenes Modell. Bei schnellen Autos wird an die Umwelt und Ressourcenmangel gedacht, bei der obligaten Zigarette an die Gesundheitsschäden. In einer vom Verzicht geprägten Gesellschaft hat selbst James Bond […] mittlerweile einen Mentalitätswandel durchmachen müssen. […]
Bezog der wahre Playboy seine Eleganz noch aus einer gewissen Lässigkeit und Kultiviertheit, sind den Nachfolgern lediglich der Reichtum und dessen Verschwendung geblieben. Wenn der Playboy eine Sozialfigur des vergangenen Jahrhunderts war, ist ihr postmodernes Pendant im neuen Jahrtausend bestenfalls das It-Girl, das Weltgewandtheit mit Jetset verwechselt.“

Das Verhalten von Playboys wird mit verschiedensten Begründungen kritisiert: es sei hedonistisch oder unethisch. Zitat: „wenn man ihn genau betrachtet, abstößt und Angst einjagt, weil man ihn als böse und falsch empfindet“ (Maria Valtorta).